# Тіна Йомат-Петтерссон
Тіна Моніка Йомат-Петтерссон (уроджена Йомат; нар. 16 грудня 1963 — пом. 5 червня 2023) — південноафриканська політична діячка, яка обіймала посаду голови Комітету з питань поліції з липня 2019 року до своєї смерті в червні 2023 року. Була членом Африканського національного конгресу, обіймала посади міністерки сільського господарства, лісового господарства та рибальства з 2009 до 2014 року і міністерки енергетики з травня 2014 року до березня 2017 року за президентства Джейкоба Зуми.

## Раннє життя й освіта
Тіна Моніка Джоемат народилася як четверта з шести дітей 16 грудня 1963 року в Кімберлі, колишній Капській провінції ПАР.
Вона відвідувала середню школу Вільяма Пескода в Кімберлі. Пізніше здобула ступінь бакалавра мистецтв з англійської мови та історії, а також диплом про вищу освіту в Західно-Капському університеті. В Університеті Кейптауна вона здобула ступінь бакалавра мистецтв із виконавчого менеджменту в освіті.

## Початок кар'єри
Джоемат-Петтерссон була членом Азаніанської студентської організації у 1985—1986 роках.
У 1987 році вона викладала в середній школі Пескодія, а з 1989 по 1991 рік була репетиторкою з історії. У 1990 році працювала науковою співробітницею завідувачки кафедри англійської мови в Західно-Капському університеті. Також була репетиторкою англійської мови для Національного координаційного комітету з питань освіти та Тресту з розвитку освіти й викладала в старшій середній школі Гомевал у 1992—1993 роках.
У 1992 році Йоемат-Петтерссон також була членом комісії Національної народної освіти. Того ж року вона була національною представницею Південноафриканської демократичної профспілки вчителів, членом Союзу демократичних університетських співробітників і регіональною делегаткою до національного відділу освіти та культури Африканського національного конгресу.
Працювала викладачкою на кафедрі англійської мови Університету Вільної Держави у 1993—1994 роках.

## Робота в уряді Північної Капської Республіки: 1994—2009
Йомат-Петтерссон була обрана членом Африканського національного конгресу до новоствореного законодавчого органу Північної Капської провінції на загальних виборах 1994 року, перших виборах, які відбулися за загальним виборчим правом. Увійшовши до законодавчого органу провінції, Тіна була призначена до першої Виконавчої ради Північної Капської провінції як працівниця Виконавчої ради з питань освіти, мистецтва та культури. На той час їй було 30 років, і її призначення було сприйнято скептично.
Після загальних виборів 1999 року вона залишилася членом Виконавчої ради, але, після розподілу посади на дві, відповідала лише за освіту. Під час її перебування на посаді, Північний Кейп мав найвищий рівень зарахувань в університети, а кількість шкіл, у яких діти, які потрапляли до вишів становили менше ніж 20% від учнів-випускників, знизилася до нуля у 2000 році.
Після загальних виборів 2004 року та становлення новою прем'єр-міністеркою Діпуо Петерс, Йомат-Петтерссон була призначеня на посаду члена Виконавчої ради з питань сільського господарства та земельної реформи. У 2006 році Тіна була названа аграрним журналом найкращою представницею Виконради із сільського господарства в країні.

## Кар'єра в національному уряді

### Міністерка сільського, лісового та рибного господарства: 2009—2014
Йомат-Петтерссон була обрана до Національних зборів ПАР на виборах 2009 року. Незабаром після цього президент Джейкоб Зума призначив її міністеркою сільського, лісового та рибного господарства.
У листопаді 2012 року громадська прозахисниця Тулі Мадонсела виявила, що Йомат-Петтерссон порушила Етичний кодекс виконавчої влади, незаконно використавши програму культурного обміну au pair зі Швеції до ПАР для своїх дітей у січні 2010 року. Квитки на літак, які коштували 151 878 рандів (близько 8 тис. дол. США), були оплачені державним коштом всупереч вказівкам Міністерського довідника. Мадонсела також виявила, що Тіна в очікуванні, поки їй виділять офіційне місце проживання, порушила Кодекс етики, зупинившись у дорогих готелях у Преторії та Кейптауні, вартість яких становила 900 795 рандів (48 тис. дол. США). Мадонсела рекомендувала, щоб президент Зума зробив догану Йемат-Петтерссон. У березні 2013 року Зума написав спікеру Національної асамблеї Максу Сісулу з повідомленням, що він зробив догану Йомат-Петтерссон за порушення Етичного кодексу виконавчої влади.
У грудні 2013 року Мадонсела визнала Йомата-Петтерссон винною в неналежному нагляді за незаконним присудженням тендеру на суму 800 млн рандів (42 млн. дол. США) консорціумом Sekunjalo Marine Services Consortium для управління рибальськими, дослідницькими та патрульними катерами Міністерства сільського господарства, лісівництва та рибальства та за спробу втручання в розслідування цієї справи. Контракт було скасовано, і ВМС ПАР було доручено охороняти судна, що призвело до того, що катери не використовувалися понад двадцять місяців. Йомат-Петтерссон безуспішно намагалася оскаржити звіт Мадонсели з цього приводу, але її апеляція була відхилена Верховним судом Північного Гаутенга 13 березня 2017 року.

### Міністерка енергетики: 2014—2017
Після переобрання на загальних виборах 2014 року Йомат-Петтерссон була призначена міністеркою енергетики на другому терміні Зуми.
Наприкінці 2015 року Strategic Fuel Fund (SFF) продав приватним підприємствам 10 млн барелів нафтових запасів ПАР за низькою ціною – 29 дол. за барель – тоді як ціна нафти становила 49 дол. за барель. Йомат-Петтерссон сказала у своїй промові про бюджет перед Національною асамблеєю у 2016 році, що паливо не продавалося, а ротувалося. Наступниця Йомата-Петтерссона на посаді міністра енергетики Ммамолоко Кубаї пізніше повідомила парламентському комітету з енергетики, що нафтові запаси були продані, а не ротовані. Громадська активістка Бусісіве Мхвебане виявила у вересні 2020 року, що Йомат-Петтерссон не була причетна до продажу та що її ввів в оману тодішній голова Strategic Fuel Fund Association Сібусісо Гамеде. У листопаді того ж року Верховний суд Західної Капської провінції скасував продаж.
У вересні 2014 року Йоемат-Петтерссон підписала міжурядову угоду з Росією для державної атомної компанії «Росатом» про будівництво до 9,6 ГВт (8 блоків АЕС) атомних електростанцій у ПАР до 2030 року. Угода коштувала б до 1 трлн рандів (понад 53 млрд дол. США). Проте у жовтні 2015 року Earthlife Africa Johannesburg та Інститут навколишнього середовища релігійних громад ПАР (Saifcei) розпочали судову справу з обома організаціями, оскаржуючи рішення національного уряду закуповувати ядерну енергію без попереднього обговорення в парламенті. У квітні 2017 року суддя Високого суду Західної Капської протоки Лі Бозалек виніс рішення на користь справи двох організацій, заявивши, що зусилля уряду придбати 9,6 ГВт ядерної енергії, а також рішення Йомата-Петтерссон щодо закупівель атомної енергії Eskom є незаконними.
Йомат-Петтерссон була звільнена з посади міністерки енергетики Зумою під час перестановок у кабінеті міністрів 30 березня 2017 року. Її наступницею була призначена Ммамолоко Кубаї. Наступного дня Йомат-Петтерссон подала у відставку з парламенту.

## Повернення до парламенту: 2019
Йоемат-Петтерссон знову була обрана до парламенту на загальних виборах 2019 року. Потім її було оголошено кандидаткою від Африканського національного конгресу на посаду голови Портфельного комітету з питань поліції. Тіна була обрана головою комітету 2 липня 2019 року, перемігши депутата від Демократичного альянсу Ендрю Вітфілда в голосуванні, під час якого було віддано 5 голосів за неї та 3 за Вітфілда.
7 квітня 2021 року вона стала членом Комітету з розслідування статті 194, який був створений для визначення того, чи слід усунути з посади громадської провозахисниці Бусісіве Мхвебане.

## Кар'єра в АНК
Йомат-Петтерссон була обрана головою Жіночої ліги Африканського національного конгресу в Північній Капській провінції у 1998 році. Того ж року вона була обрана головою провінційної Комуністичної партії ПАР та до Центрального комітету Комуністичної партії ПАР. Тіна була обрана скарбником виконавчого комітету провінції АНК у 2003 році, і обіймала цю посаду до наступної конференції провінції у 2008 році, коли її змінила Йоланда Бота.
Тіна була вперша обрана до 80 членів Національного виконавчого комітету (НВК) Африканського національного конгресу на 52-й національній конференції партії, що відбулася в грудні 2007 року, де здобула 78-е місце за кількістю голосів. Потім вона була обрана НВК для роботи в Національному робочому комітеті партії (НРКП), який відповідає за повсякденне управління партією. Протягом наступних років та зборів, аж до січня 2023-го, переобиралася декілька разів переобиралася то до складу НВК, то до НРКП.
У грудні 2022 року під час 55-ї нацконференції Йомат-Петтерссон була висунута на посаду першої заступниці Генерального секретаря поряд з кандидатурою Номвули Моконьяне. Завдяки підтримці делегатів із Західної Капської та Східної Капської протоки її номінація змогла подолати 25-відсотковий бар’єр для участі в голосуванні. Проте Моконяне виграв вибори. 

## Особисте життя
Йомат-Петтерссон була одружена зі шведським бізнесменом Торвальдом Петтерссоном, який помер у 2006 році. Разом у них народилося двоє синів — Остін і Терренс.

### Смерть
Йомат-Петтерссон помела 5 червня 2023 року у віці 59 років вудома в Рондебоші, Кейптаун, як підтвердила голова АНК Пеммі Маджодіна.
Смерть Йомат-Петтерссон відбулася після звинувачень у здирництві, в якому були причетні вона, Пеммі Маджодіна та Річард Дянті, голова парламенту зі 189 комітету щодо придатності відстороненого громадського захисника Бусісіве Мхвебане. Стверджується, що ці троє вимагали від чоловіка Мхвебане хабар у розмірі 600 000 рандів, «щоб припинити розслідування».
20 червня 2023 року поліцейська служба ПАР оголосила про початок розслідування щодо смерті після того, як не знайшла достатньо доказів того, що Йомат-Петтерссон померла природньою.